# Ducado de Exeter

Escudo de Tomás Beaufort, Duque de Exeter.

El título nobiliario de Duque de Exeter puede referirse a:
- Tomás Beaufort (1377-1426), conde de Dorset y duque de Exeter.
- John Holland (1352-1400), I duque de Exeter.
- John Holland (1395-1447), II duque de Exeter.
- Henry Holland (1430-1475), III duque de Exeter.

Escudo de la familia Holland como duques de Exeter.

- Datos: Q285544